# Ritterorden von St. Blasius
Der Ritterorden des heiligen Blasius, l’Ordre de St. Blaise, war ein Ritterorden im Kreuzfahrerstaat Kleinarmenien. Sein Schutzpatron war der antike Bischof des kleinasiatischen Sebaste und Märtyrer Blasius.
Gegründet wurde der Orden etwa um 1118 und stand unter der Obhut des Hauses Lusignan. Der Ordensanfang fiel wahrscheinlich mit dem der Templer zusammen. Der Orden erlosch im 13. Jahrhundert.

## Ordensdekoration
Die Ordensdekoration war auf einem weißen Mantel ein rotes Kreuz mit dem Bild des heiligen Blasius.